# Convento de San Francisco (Fregenal de la Sierra)
El convento de San Francisco de Fregenal de la Sierra (Badajoz), situado en la zona oeste de la población, fue fundado en el año 1563 y desde el año 1995 se ha realizado en él un proceso restauración, ya que en 1880 se inició un período de degradación y saqueo del mismo. En la actualidad las diferentes estancias son gestionadas por el Ayuntamiento de Fregenal.

## Historia
La fundación del convento se data en 1563, tras resolverse la polémica entre los representantes de las provincias franciscanas de San Gabriel y San Miguel, que llegaron a fundar dos comunidades distintas en sendas ermitas de la localidad, las de San Antón y los Mártires.
Fueron los frailes de la provincia de San Miguel los que consiguieron la autorización definitiva, de manera que pudieron trasladarse a la actual situación del convento, cuyas obras se iniciaron en ese momento. La primera piedra se puso el 7 de junio y el 20 de agosto, por comisión del obispo de Badajoz, se bendijo una primera iglesia, celebrando los oficios Fray Juan Venegas, primer guardián del nuevo convento. Dos días después, según la crónica, se trasladó la comunidad desde la ermita de los Mártires en una procesión en la que participaron las autoridades civiles y eclesiásticas y representantes de los conventos de Segura de León, Cumbres Mayores y Santa Clara de Fregenal.

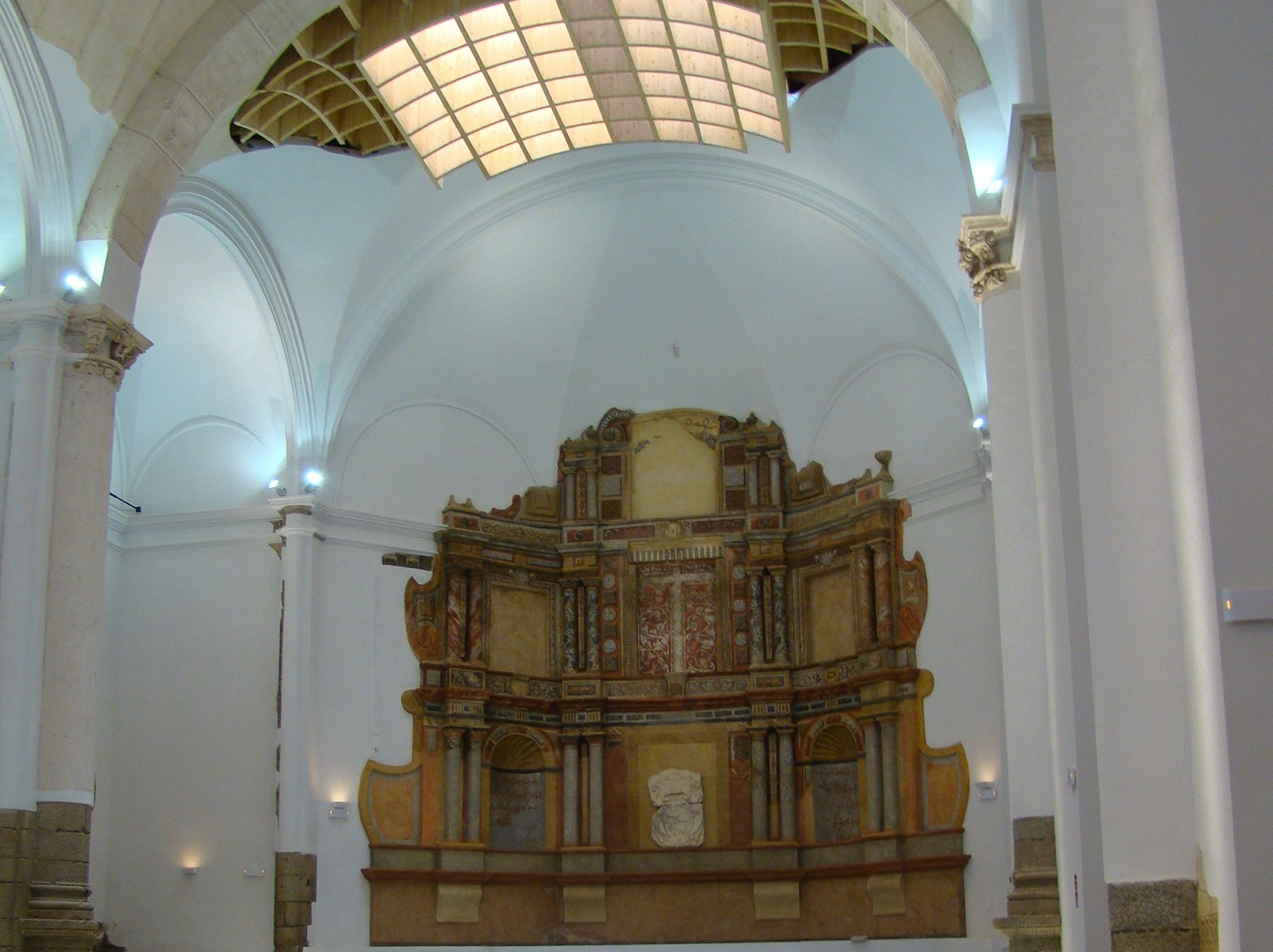
Iglesia del convento

Las obras del edificio se prolongaron durante varias décadas, consagrándose la nueva iglesia en 1619, destacando la labor del padre guardián fray Juan Méndez, que fue el responsable de conseguir los fondos necesarios, mayoritariamente procedentes de la piedad de los fieles y de los fondos del Concejo local, que se convierte en patrono del convento.
A la vista de los restos materiales del edificio se deduce que es en el siglo XVIII, probablemente a partir de sus décadas centrales, cuando la comunidad consiguió los fondos económicos suficientes para realizar una amplia serie de obras de ampliación y reforma del edificio, complementadas con trabajos de ornamentación de todo el interior, algunos restos de los cuales han conseguido superar el paso del tiempo y la incuria de los hombres.
De la historia del convento hay pocos datos. Se sabe, sin embargo, que desde principios del siglo XVII se ubicaban en él tres cofradías, las de San Diego, San Antonio de Padua y la de la Santa Cruz. Se documenta también la existencia de una capilla dedicada al Dulce Nombre de Jesús Nazareno, para la que se construye un retablo nuevo en 1728, obra de Sebastián Jiménez.

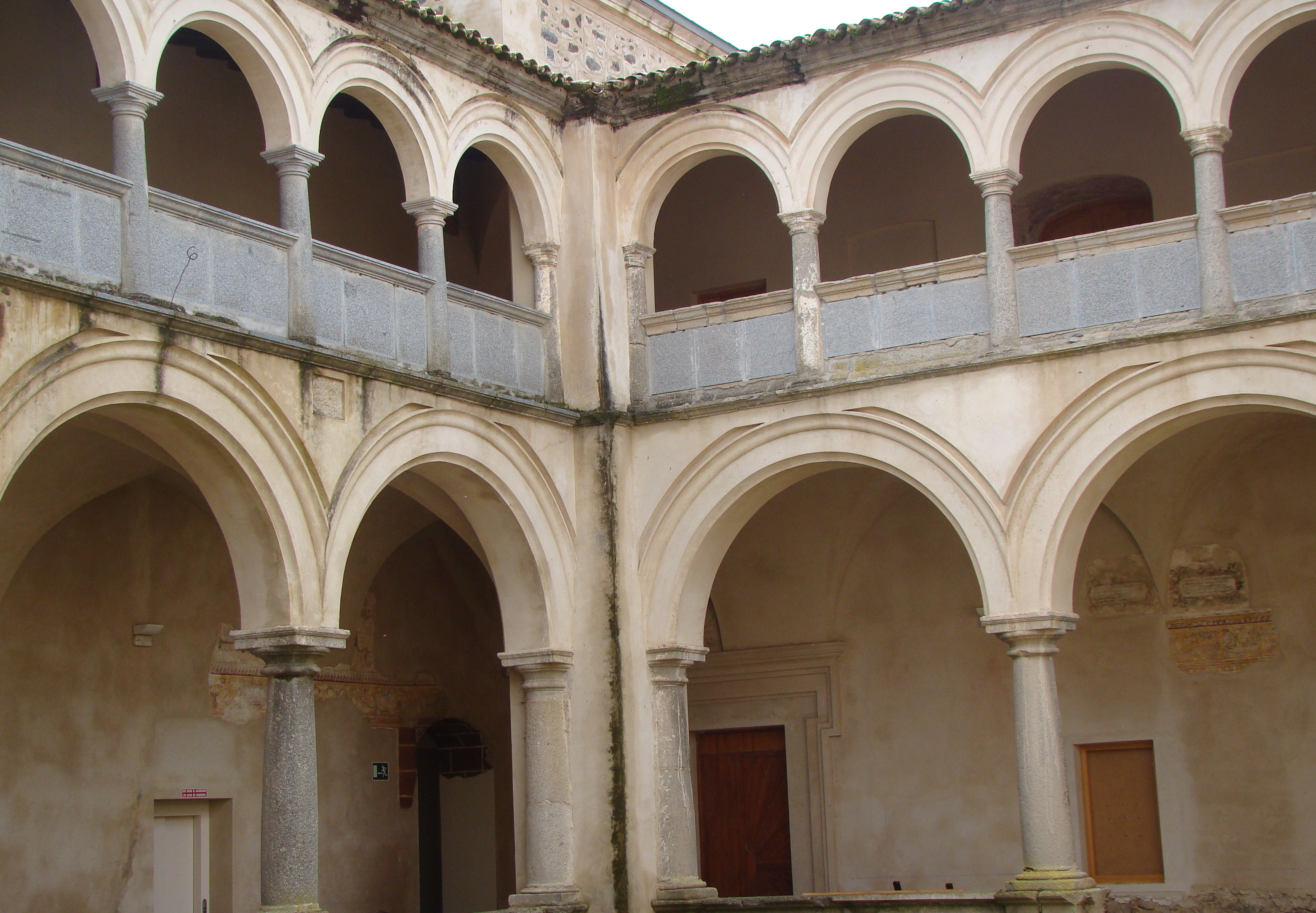
Claustro del convento

En 1820 y 1821 la comunidad pudo eludir, en razón del número de religiosos que la componían en esos momentos, la desamortización del Trienio Liberal. Moraban entoncesen él un total de veintiún religiosos, cifra menor que la existente en los siglos anteriores, hecho que se deduce de la existencia de treinta celdas.
En cambio, el convento no sobrevive a la Desamortización eclesiástica de 1835 y 1836, momento en que se disuelve la comunidad y sus bienes, incluyendo el propio edificio, son incautados por el Estado, a excepción de la iglesia.
Esta continúa abierta al culto al menos hasta la década de 1860, cuando debe ser cerrada por el hundimiento del tramo de bóveda más cercano al presbiterio, sin que se consiguiera reunir la cantidad necesaria para su reparación. A partir de entonces sufrió un completo abandono, que la llevó a una situación de práctica ruina.
El resto del convento, tras su incautación por el Estado, fue cedido en propiedad en 1849 al Ayuntamiento de Fregenal, quien lo dedicó a diversos usos (cuartel, escuelas, ayuntamiento, etc.) hasta la década de los sesenta del siglo pasado, lo que permitió su conservación más o menos íntegra. Tras su abandono, sufrió un rápido proceso de degradación y saqueo.

## Proceso de restauración

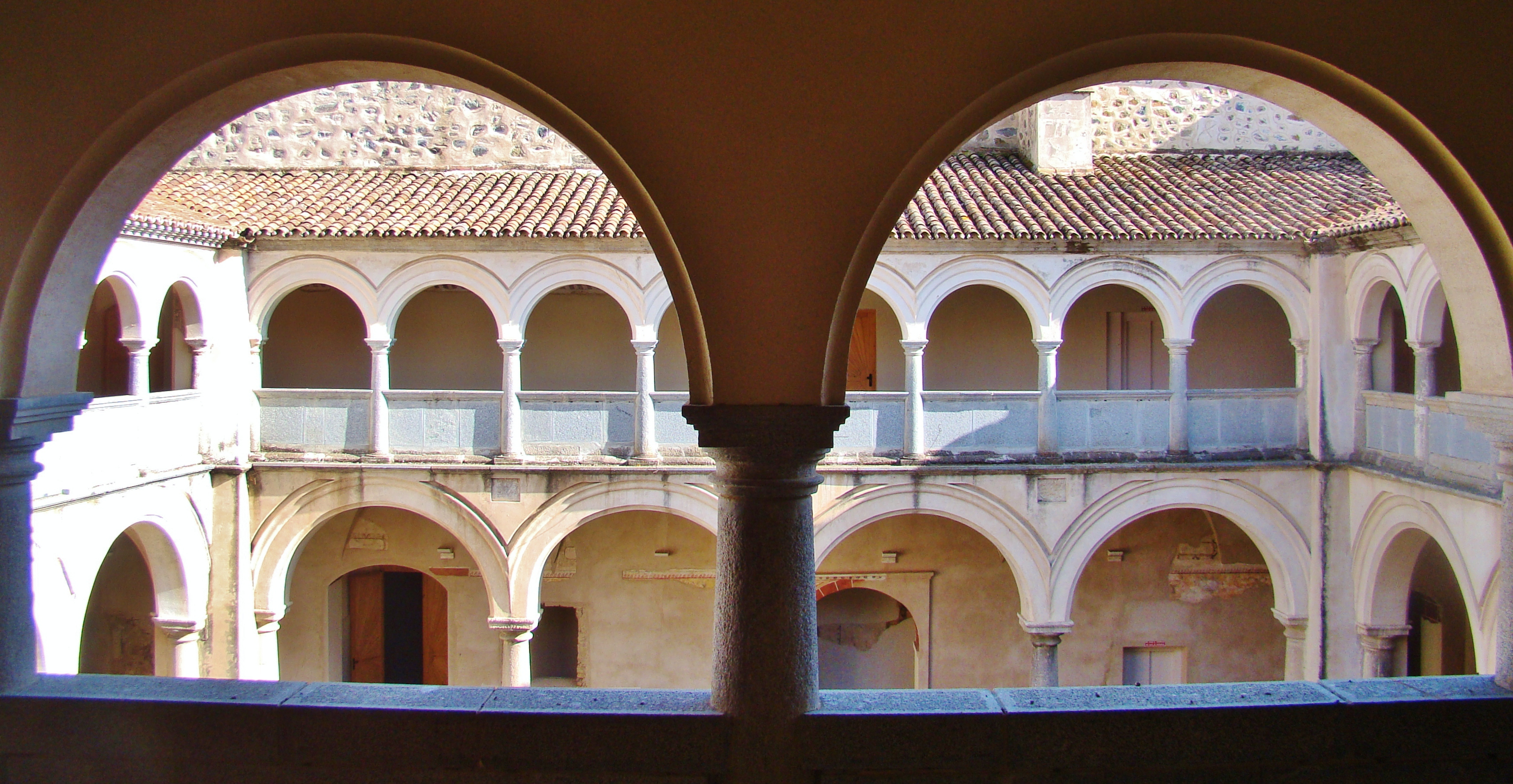
El claustro fue centro de las actuaciones desde el inicio del proceso de restauración

El proceso de restauración del convento comenzó en el año 1995, bajo la dirección del arquitecto Vicente López Bernal. En este primer año se crea la Escuela Taller Nertóbriga, que se encargó de la restauración del Claustro del convento hasta en cuatro ocasiones para acabar de restaurarlo, además de la retirada reiterada de escombros. Paralelamente a esta escuela taller se desarrollaron varias inversiones de la Junta de Extremadura para ayudar a la escuela taller en otros puntos del convento.
Ya en el año 2005 se destina el ala norte del convento para la elaboración del Centro de Creación Joven de Fregenal, cuyas obras terminaron en 2007.
Por último se debe destacar la mayor obra de restauración que pagó el entonces Ministerio de Vivienda, hoy de Fomento, en la cual se restauró las alas restantes del convento, además de la Sacristía y la Iglesia. Con esta última fase se realizó también una plaza que sirve como entrada al convento.
El proceso de restauración ha conseguido convertir el conjunto monumental en una de las piezas más valoradas del patrimonio de Fregenal y de toda la comunidad autónoma de Extremadura-